# 凱塔格區

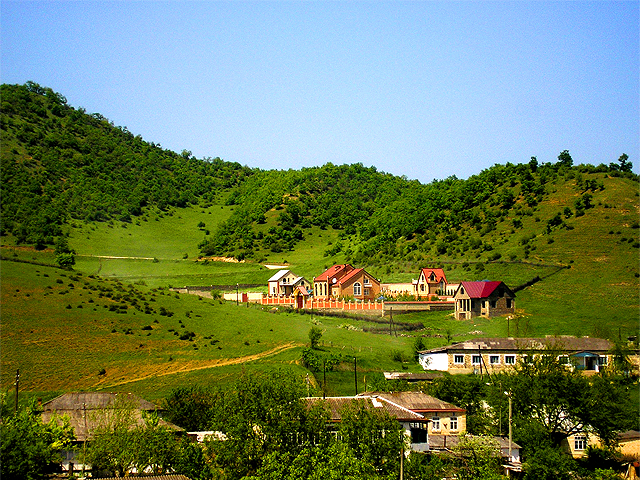

42°07′N 47°50′E / 42.117°N 47.833°E
凱塔格區（俄语：Кайтагский район），是俄羅斯的一個區，位於該國西南部，由達吉斯坦共和國負責管轄，面積678.2平方公里，2010年人口31,368，人口密度每平方公里46.25人。